# Aeroporto Regionale di Quincy
Laeroporto Regionale di Quincy (in inglese Quincy Regional Airport) è uno scalo aereo situato nella contea di Adams, nell'Illinois, a circa 20 km ad est della città di Quincy.

## Incidenti
Il 19 novembre 1996, il volo United Express 5925 da Chicago via Burlington, Iowa, si schiantò durante l'atterraggio a Quincy. L'incidente fu causato dal fatto che un Beechcraft King Air, che stava tentando di decollare su una pista intersecante mentre il United Express Beechcraft 1900 atterrava, si è scontrato con l'altro aereo all'incrocio della pista. Tutti e 12 i passeggeri sul B1900 e i due sul King Air sono rimasti uccisi.